# Omar Khayam
Omar Khayam sau Khayyam (persană ‏غیاث ‌الدین ابوالفتح عمر ابراهیم خیام نیشابورﻯ, Ghiās od-Dīn Abul-Fatah Omār ibn Ibrāhīm Haiām Nișābūrī) (n. 18 mai 1048  la Nișapur, Persia - d. 4 decembrie 1131) a fost un poet, matematician, filosof și astronom persan.

## Viața

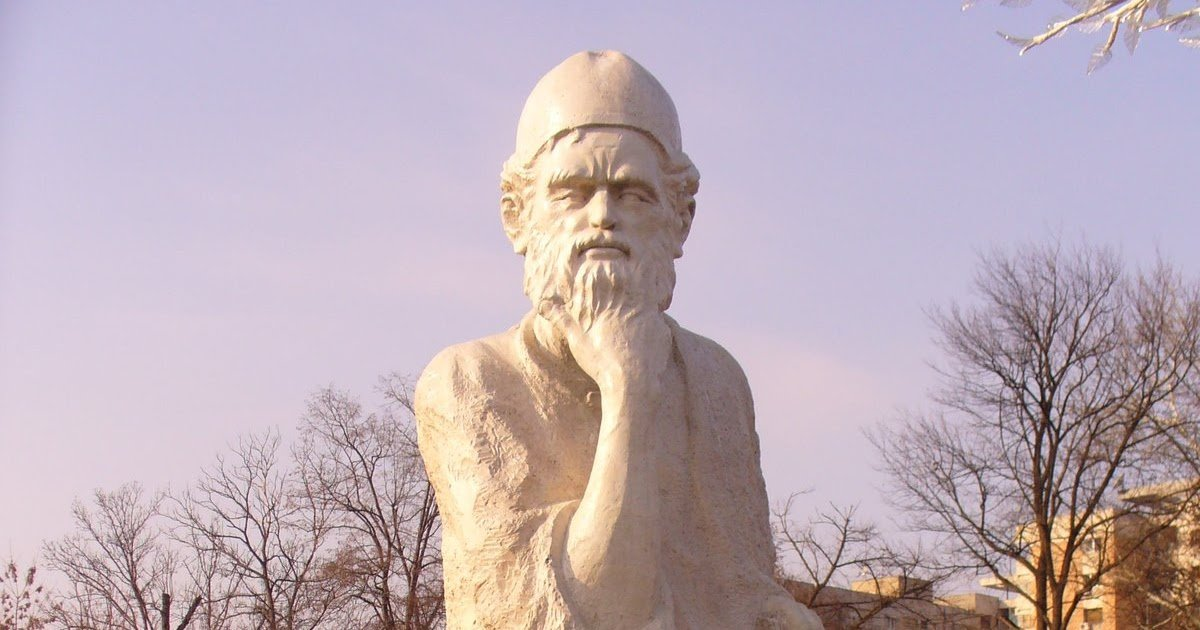
Statuia lui Omar Khayam din București.

Izvoarele cu privire la viața lui Khayam se contrazic adeseori. Numele ar putea denota proveniența dintr-o familie de fabricanți de corturi, dar nici acest lucru nu se poate afirma cu certitudine. Deși supranumele Khayam îl desemnează pe meșteșugarul care face corturi, el este, în același timp, precum și alte denumiri de meșteșuguri, tipic pentru tradiția sufistă. Conform acestei tradiții, care interpretează denumirile cu ajutorul unei mistici a numerelor asemănătoare cabalei din tradiția iudaică, numită abșad, numele învățatului s-ar traduce cu ajutorul calculului poziției literelor prin Ghãqi, Risipitorul. Pentru un sufi acest supranume desemnează disprețul pentru bunurile lumești.
Și-a petrecut copilăria în orașul Balhi (în nordul Afghanistanului de azi), unde a studiat îndrumat de învățații Șeic Mohamed Mansuri și, apoi, Imam Mowaffaq de Nișapur.
A avut o viață extrem de agitată, ținând cont că a trăit în perioada formării Imperiului Selgiucizilor. Învățații se aflau într-o situație precară, fiind dependenți financiar de conducători sau de vreun mecena local. Însuși Khayam avea să scrie mai târziu că, în perioada tinereții, era „martor al nimicirii învățaților, din care nu a mai rămas decât o mână de oameni, chinuită și puțin numeroasă. Asprimea soartei din aceste vremuri i-a împiedicat să se dedice perfecționării și adâncirii științei lor”.
Ca învățăcel în Nișapur, l-a legat o prietenie strânsă de Hassan bin Sabah, întemeietorul de mai târziu al sectei asasinilor, și de viitorul vizir al Imperiului Selgiucizilor, Nesām ol-Molk. Legenda afirmă că cei trei și-ar fi jurat sprijinul în cazul în care unul dintre ei ar fi urcat scara ierarhiilor. Nesām ol-Molk uită de această promisiune, odată devenit vizir, în 1063, și îl neglijează, în special, pe bin Sabah. Unul dintre adepții acestuia îl va ucide pe vizir, în 1092, se pare că din această cauză. Învățatului Khayam i-a fost încredințată, probabil și prin intermediul lui Nesām ol-Molk, importanta reformă a calendarului, care este finalizată în 1079.
După asasinatul din 1092, Khayam întreprinde un pelerinaj la Mecca, datorită, probabil, într-o oarecare măsură, și ostilităților pe care le simțise din partea cercurilor sunnite, care-i imputaseră înlocuirea calendarului islamic, bazat pe fazele lunii, cu unul civil. În Nișapur domneau, la acea dată, neliniști provocate de cercuri religios-fundamentaliste. Doar dovedind, prin acest pelerinaj, dreapta sa credință, Khayam a putut activa ca profesor în orașul său natal.
A peregrinat prin diverse locuri: Samarkand, Ispahan, Merv.

## Matematician
În lucrarea Discuții asupra unor probleme de algebră (1070) se ocupă de rezolvarea ecuațiilor cubice, fiind primul matematician care studiază acest subiect. Ajunge chiar la rezultate remarcabile, bazându-se pe metoda intersecției secțiunilor conice cu cercul. Khayam își pune problema rezolvării ecuației de gradul III în mod asemănător celei de gradul II (deci, prin radicali), dar nu reușește acest lucru. Totuși, el nu disperă și afirmă chiar că „acele forme” vor fi găsite de cei care îl vor urma.
A studiat și Elementele lui Euclid, fiind, cu precădere, atras de celebrul postulat al paralelelor, căruia încearcă să-i dea o demonstrație. Se ocupă și de problema coeficienților binomiali, care apar în triunghiul lui Pascal.
S-a ocupat și cu teoria fracțiilor analizând problema egalității a două rapoarte prin fracții continue.
Lucrările lui Khayam urmau să fie cunoscute în Europa abia peste șapte secole.

## Astronom
În 1073, sultanul Malik-Shah I l-a invitat să construiască,  împreună cu alți mari învățați ai vremii, un observator astronomic. Aceștia au determinat lungimea anului solar cu o precizie de șase zecimale (apreciabilă pentru acea epocă). Se obținea un calendar mult mai exact decât cel gregorian, adoptat în Europa patru secole mai târziu.

## Poet

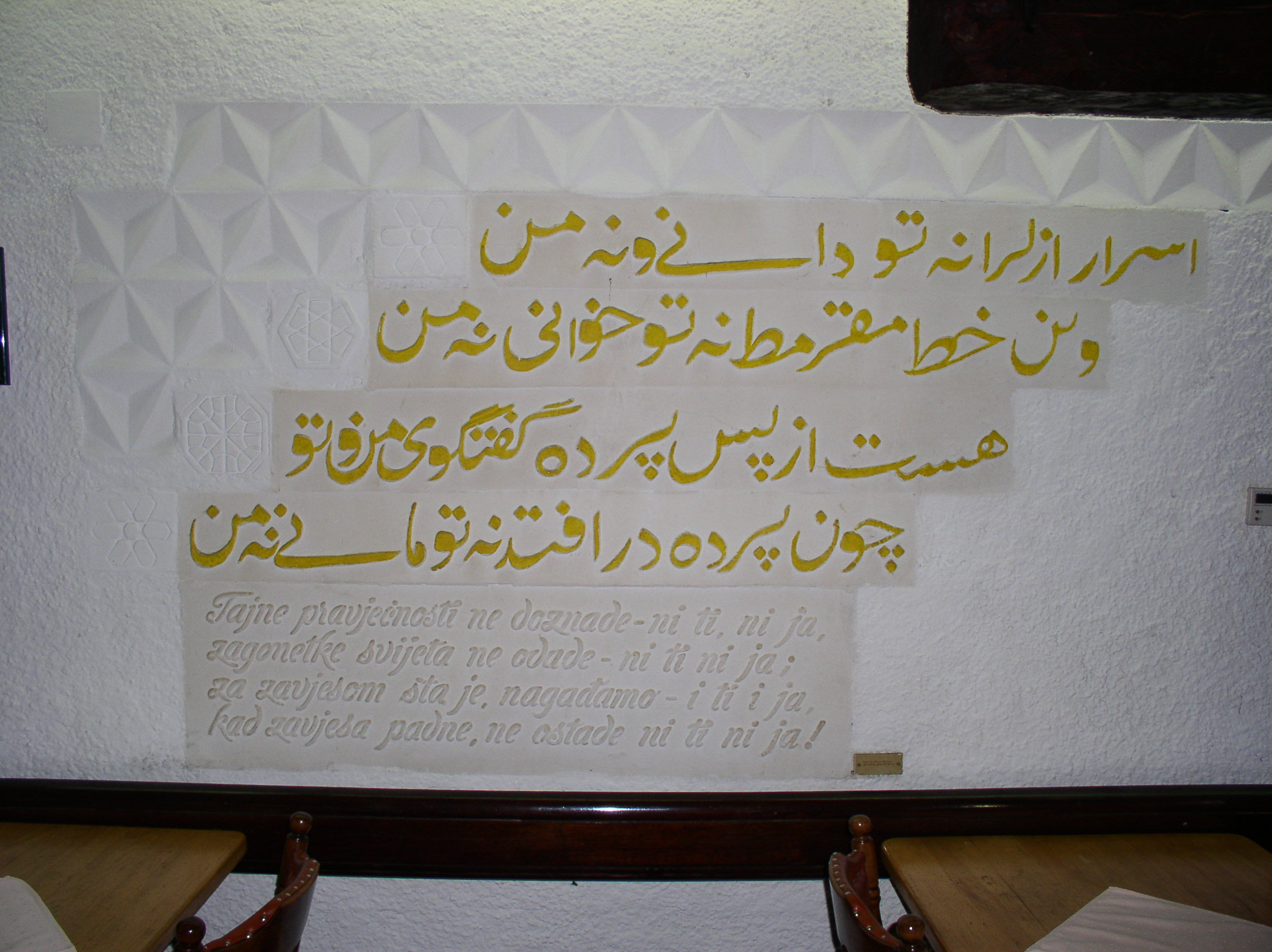
Unul din catrenele lui Omar Khayam - inscriptie pe unul din zidurile en din Sarajevo.

Criticul literar român Tudor Vianu spunea că Omar Khayam „...dă în rubayatele sale expresia lirică foarte concentrată de o mare perfecțiune a viziunii sale dezabuzate asupra lumii”. Iată câteva expresii ale pesimismului lui Khayam:
„Am venit, de unde? Unde duce drumul?
Care-i rostul vieții ? Tainele sugrumu-l.
Câte inimi pure — Roata de Azur
Arde-n scrum și pulberi! Spuneți, unde-i fumul?

Noapte, stele... Tremuri. Ce ai? Te-nfiori,
Când te-apleci genunea lumii s-o măsori!
Fulgeră-n eternă goană-amețitoare — 
Trec pe lângă tine — aștrii rotitori...”
Se pare că a scris peste o mie de catrene (numite rubaiat). Rubaiatele sunt poezii cu formă fixă, sunt catrene în care primele două versuri și al patrulea rimează între ele. Mai rar, sunt cazuri în care toate cele patru versuri rimează. Acestea au un conținut mistic, legat de mistica islamică, adică de sufism. Această colecție de catrene exploreaza teme precum efemeritatea vieții, bucuria de a trăi în prezent și aprecierea bucuriilor simple ale vietii.
Valoarea operei sale poetice eclipsează, în ziua de azi, faima sa de matematician și om de știință. Opera sa poetică a fost dată uitării timp de secole în cultura persană, doar sufiștii au prețuit mereu rubaiatele sale. Iraniștilor europeni le revine meritul de a-l fi redescoperit pe poet pentru patrimoniul cultural al lumii. Prima traducere europeană a Catrenelor a fost realizată de Edward FritzGerald în 1859. De la Omar Khayyam  ni s-a transmis și o operă beletristică, Nawruz-Nameth („Cartea Anului Nou”), consacrată tradițiilor la sărbatorirea Anului Nou la musulmani.

### Elemente ale sufismului în opera poetică
Cercetarea filologică nu a căzut de acord în privința impactului curentului sufist asupra operei literare a lui Khayam. Există, însă, evidente puncte de tangență cu sufismul; astfel, în catrenele sale sunt des invocate figuri alegorice precum cea a „bătrânului hangiu” sau cea a unui „Rend”, adică băutor, care se referă la marele preot, respectiv la adeptul cultului zoroastric, figuri tipice pentru preluarea laturii esoterice a vechiului cult persan de către mistica islamică. Cercetarea a încercat să stabilească o filiație a acestor idei prin intermediul teologului al-Ghazali, care preda, din 1105, la universitatea din Nișapur. Acesta se interesa, ca teolog consacrat, de posibilitatea apropierii de divinitate prin revelație și era, mai degrabă, critic față de ortodoxia islamică.

## Traduceri în limba română
- Omar Khayyam, Catrene, în traducerea lui George Popa, Colecția Poesis, Editura Univers, București, 1979.
- Omar Khayyam, Catrene, în traducerea lui I.V. Siridon, Editura Cavallioti, 1998.
- Omar Khayyam. Un arian în umbra moscheii : Omar Khayyam: Rubaiate. Traducere, ediție, prefață, note, comentarii, anexe și referințe bibliografice: Gheorghe Iorga. Iași: Universitas XXI, 2004. ISBN: 973-8344-63-8
- Omar Khayyam. Caravana vieții: 500 de catrene. Traducere și note de Otto Stark, studiu introductiv de Teodoru Ghiondea. București: Herald, 2021. ISBN: 978-973-111-882-6
- Omar Khayyam. Rubaiate = Rubayat. Versiunea în limba română și franceză: Paula Romanescu, ediția a 3-a, revăzută. București: Alcor Edimpex, 2014. ISBN: 978-973-8160-74-3: 16.35 lei